# NGC 6903
NGC 6903 é uma galáxia elíptica (E/SB0) localizada na direcção da constelação de Capricornus. Possui uma declinação de -19° 19' 33" e uma ascensão recta de 20 horas, 23 minutos e 44,9 segundos.
A galáxia NGC 6903 foi descoberta em 14 de Julho de 1830 por John Herschel.